# Antonie (gromada)
Antonie (od 31 XII 1961 Zabrodzie) – dawna gromada, czyli najmniejsza jednostka podziału terytorialnego Polskiej Rzeczypospolitej Ludowej w latach 1954–1972.
Gromady, z gromadzkimi radami narodowymi (GRN) jako organami władzy najniższego stopnia na wsi, funkcjonowały od reformy reorganizującej administrację wiejską przeprowadzonej jesienią 1954 do momentu ich zniesienia z dniem 1 stycznia 1973, tym samym wypierając organizację gminną w latach 1954-1972.
Gromadę Antonie z siedzibą GRN w Antoniach utworzono – jako jedną z 8759 gromad na obszarze Polski – w powiecie ostrołęckim w woj. warszawskim, na mocy uchwały nr VI/10/10/54 WRN w Warszawie z dnia 5 października 1954. W skład jednostki weszły obszary dotychczasowych gromad Antonie, Białobiel, Łazy i Zabrodzie ze zniesionej gminy Rzekuń oraz obszar dotychczasowej gromady Siemnocha i wieś Siarki z dotychczasowej gromady Olszewka ze zniesionej gminy Durlasy w tymże powiecie. Dla gromady ustalono 12 członków gromadzkiej rady narodowej.
29 lutego 1956 do gromady Antonie przyłączono (a) część wsi Olszewka, stanowiącą półenklawę o powierzchni 8 ha oraz (b) część wsi Siarki-Kamienowizna, stanowiącą półenklawę o powierzchni 60 ha, z gromady Olszewka w tymże powiecie.
31 grudnia 1959 do gromady Antonie przyłączono obszar zniesionej gromady Siedliska w tymże powiecie (bez wsi Łęg Starościński).
31 grudnia 1961 do gromady Antonie przyłączono wsie Olszewka i Szwędrowy Most ze zniesionej gromady Olszewka w tymże powiecie, po czym gromadę Antonie zniesiono, przenosząc siedzibę GRN z Antoni do Zabrodzia i zmieniając nazwę jednostki na gromada Zabrodzie.